# Taalstoornis
Taalstoornissen zijn aandoeningen die invloed hebben op de verwerking van taalinformatie. De problemen die zich kunnen voordoen, kunnen verband houden met grammatica (zoals syntaxis en/of morfologie), semantiek (betekenisleer) of andere taalgerelateerde aspecten. Deze problemen kunnen receptief zijn, wat betekent dat er een beperkt begrip van taal is, of expressief, wat betrekking heeft op de productie van taal, of een combinatie van beide. Voorbeelden hiervan zijn specifieke taalstoornissen, die ook wel bekend staan als ontwikkelingsstoornissen en afasie. Taalstoornissen kunnen zowel de gesproken als de geschreven taal beïnvloeden, en kunnen ook van invloed zijn op gebarentaal; doorgaans zijn alle vormen van taal aangetast.
Recente gegevens tonen aan dat 7% van de jonge kinderen een taalstoornis heeft, waarbij jongens tweemaal zo vaak als meisjes deze diagnose krijgen.
Voorlopig onderzoek naar mogelijke risicofactoren heeft aangetoond dat biologische elementen, zoals een laag geboortegewicht, vroeggeboorte, algemene complicaties tijdens de geboorte en het mannelijk geslacht, samen met een familiegeschiedenis van taalstoornissen en een laag opleidingsniveau van de ouders, de kans op het ontwikkelen van taalstoornissen kunnen verhogen.
Onderzoek toont aan dat logopedie effectief kan zijn voor kinderen met fonologische en expressieve taalproblemen. Dezelfde therapie blijkt aanzienlijk minder succesvol te zijn bij kinderen met receptieve taalproblemen. Deze resultaten zijn in lijn met de minder positieve vooruitzichten voor receptieve taalstoornissen, die vaak gepaard gaan met problemen op het gebied van leesvaardigheid.
Het is belangrijk om te begrijpen dat deze stoornissen onderscheiden moeten worden van spraakstoornissen, die zich manifesteren als problemen met de productie van spraak, maar niet met de taal zelf.
Taalstoornissen manifesteren zich doorgaans op twee manieren: 
- receptieve taalstoornissen: problemen met het begrijpen van taal;
- expressieve taalstoornissen: problemen bij het effectief overbrengen van de gewenste boodschap.

## Receptieve taalstoornissen
Receptieve taalstoornissen kunnen zowel verworven zijn, zoals bij receptieve afasie (afasie van Wernicke), als ontwikkelingsstoornissen, waarbij de laatste categorie het meest voorkomt. Ontwikkelingsproblemen met gesproken taal manifesteren zich doorgaans al voor het derde levensjaar. Vaak zijn deze stoornissen ook verbonden met expressieve taalstoornissen.
Toch zijn er kenmerkende symptomen en signalen van een receptieve taalstoornis: het hebben van problemen met het begrijpen van de betekenis van woorden en zinnen, het moeilijk vinden om woorden in de juiste volgorde te plaatsen en het niet kunnen opvolgen van verbale instructies.
Er zijn diverse mogelijkheden voor behandeling, waaronder taaltherapie, speciaal onderwijs voor kinderen op school en de inzet van een psycholoog wanneer er bijkomende gedragsproblemen aanwezig zijn.

## Expressieve taalstoornissen
Expressieve afasie (afasie van Broca), is een aandoening die leidt tot een gedeeltelijk verlies van het vermogen om taal te produceren, terwijl het begrip van taal doorgaans behouden blijft. Deze aandoening ontstaat vaak door een beroerte, een trauma of de aanwezigheid van tumoren. Daarnaast kunnen andere expressieve taalstoornissen niet alleen de stem en articulatie beïnvloeden, maar ook de cognitieve processen die betrokken zijn bij de vorming van taal.